# Oulton (Cumbria)
Oulton is een nederzetting in het Engelse graafschap Cumbria, sinds 1931 als township ingedeeld bij de parish van Wigton, het dichtstbijzijnde stadje drie kilometer naar het zuiden. De parish ligt in het in 1974 gevormde district Allerdale. In 1871 telden de verspreid liggende gehuchten van Oulton 416 inwoners; in 1901, 317; in 1931, 271.
De naam komt omstreeks 1200 voor als "Ulveton", te begrijpen als "de hoeve van Wulfa", een Angelsaksische persoonsnaam.
In 1722 werd een kapel gebouwd voor de baptische eredienst. In 1832 werd het gebouw gerenoveerd. Na het aflopen van de belangstelling van de baptisten werd de kerk overgenomen door methodisten. De Anglicaanse Kerk bouwde in 1875 een schooltje in het dorp. Er is een pub The Bird in Hand.
Martin Lake ten noordoosten van het dorp is een natuurlijk ven. Verschillende andere meertjes tussen de glooiende weilanden in het door gletsjers, zee en rivieren gevormde landschap zijn eind 20e eeuw uitgegraven voor de winning van zand en grind. Elders verloren biodiversiteit kon hierdoor worden hersteld, het gebied is onder meer in trek bij vogels. Eerder werd in het hoogveen van Oulton Moss turf gewonnen. Ten noordwesten ligt het South Solway Mosses National Nature Reserve voor de bescherming van vele kwetsbare soorten flora en fauna.